# 葉夫根·謝列茲尼奧夫
葉夫根·亞歷山德羅維奇·謝列茲尼奧夫（烏克蘭語：Євген Олександрович Селезньов；1985年7月20日—），烏克蘭足球運動員。在場上司職前鋒。他也代表烏克蘭國家足球隊參加過2012年歐洲國家盃和2016年歐洲國家盃。